# Macromitrium minutum
Macromitrium minutum är en bladmossart som beskrevs av Mitten 1873. Macromitrium minutum ingår i släktet Macromitrium och familjen Orthotrichaceae. Inga underarter finns listade i Catalogue of Life.